# Gustav von Arnim (général, 1829)
Ne doit pas être confondu avec Gustav von Arnim (général, 1796).
Gustav Karl Heinrich Ferdinand Emil von Arnim (né le 28 janvier 1829 à Potsdam et mort le 20 avril 1909 à Berlin) et un général d'infanterie prussien et chevalier légal de l'Ordre de Saint-Jean.

## Biographie

### Origine
Gustav est issu de l'ancienne famille noble brandebourgeoise von Arnim. Il est le fils du général d'infanterie Gustav von Arnim (1796-1877) et de son épouse Albertine, née baronne von Montmartin (1797-1863)

### Carrière militaire
Arnim rejoint le corps de cadets de Potsdam le 1er septembre 1840, mais est libéré en raison de problèmes de santé le 19 octobre 1841 à la demande de son père. Il étudie ensuite aux lycées d' Erfurt et de Berlin. Le 11 juillet 1848, il rejoint le bataillon de chasseurs à pied de la Garde (de) de l'armée prussienne et est nommé enseigne le 10 avril 1849 et promu sous-lieutenant le 13 juillet 1850.
Au début de la guerre franco-prussienne, Arnim est nommé major pour diriger le bataillon de chasseurs à pied de la Garde et combat avec lui notamment à la bataille de Sedan, à Saint-Privat et au siège de Paris. Pour ses réalisations, il reçoit la croix de fer dans les deux classes. Après la fin de la guerre, Arnim est confirmé comme commandant du bataillon de chasseurs à pied de la Garde et promu lieutenant-colonel le Sedantag 1873. Le 28 octobre 1875, il est chargé de diriger le 2e régiment de grenadiers de la Garde et Arnim en est nommé commandant le 20 septembre 1876, avec promotion simultanée au grade de colonel.
Alors que sa carrière militaire se poursuit, Arnim commande à partir du 9 juillet 1887 la 7e division d'infanterie jusqu'à ce qu'il soit proposé au poste de général d'infanterie avec pension le 15 mars 1890 en approuvant sa demande de départ. En reconnaissance de ses services, Guillaume II le nomme à la suite dans le bataillon de chasseurs à pied de la Garde le 27 janvier 1893.
Le 20 décembre 1900, il est nommé chevalier grand-croix de l'Ordre royal de Victoria britannique.

### Famille
Le 9 juin 1855, Arnim se marie à Berlin avec Elise Gumtau (1830-1914), copropriétaire des domaines de Blankenfelde et Rosenthal dans l'arrondissement du Bas-Barnim (de), qui sont ensuite vendus. Son fils Gustav von Arnim (1856-1932) poursuit également une carrière militaire et devient lieutenant général.